# Rous Cup
De Rous Cup was een jaarlijks voetbaltoernooi dat van 1985 tot en met 1989 gespeeld werd tussen de nationale voetbalteams van Engeland en Schotland. Vanaf 1987 werd telkens een ander land uit Zuid-Amerika als derde deelnemer uitgenodigd.
Het toernooi ontstond na het wegvallen van het British Home Championship dat van 1884 tot 1984 werd gespeeld.
Het toernooi was vernoemd naar Stanley Rous, van 1934 tot 1962 secretaris van de Engelse voetbalbond FA en van 1961 tot 1974 voorzitter van de FIFA.